# Håvard Wiik

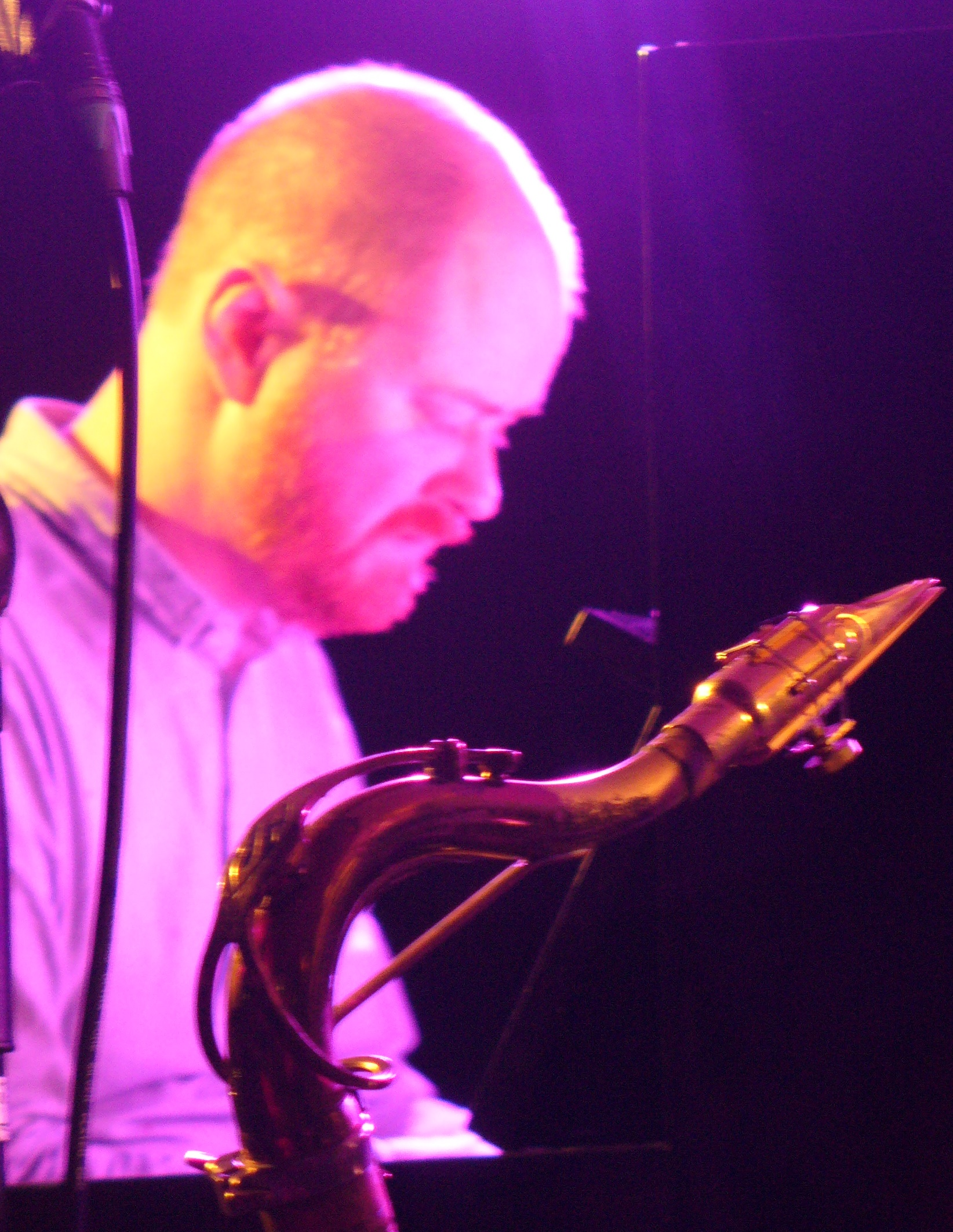
Håvard Wiik (Vossajazz 2014)

Håvard Wiik (* 10. März 1975 in Frei, Nordmøre) ist ein norwegischer Jazzpianist, Arrangeur und Komponist.

## Werdegang
Wiik wurde 1992 durch seinen Auftritt auf dem Molde International Jazz Festival bekannt und studierte 1994 bis 1996 am Trondheim Musikkonservatorium, wo er mit dem Saxophonisten Gisle Johansen, dem Bassisten Ingebrigt Håker Flaten und dem Schlagzeuger Paal Nilssen-Love in dem Quartett Element spielte. Mit Flaten, Love sowie den schwedischen Musikern Magnus Broo und Fredrik Ljungkvist gründete er 1999 die Formation Atomic. Mit Flaten spielt er auch im Trio von Ken Vandermark (Furnace, 2002) und im Duo mit dem Tenorsaxophonisten Håkon Kornstad auf dem Album Eight Tunes We Like (2003). Außerdem arbeitete Wiik bei Arild Andersen, Karin Krog, Petter Wettre (Pig Virus, 1996), Jens Arne Molvær, Mads La Cour sowie mit internationalen Künstlern wie Chris Potter, Mark Turner und Iain Ballamy.
Wiik arbeitete mit seinem Håvard Wiik Trio mit dem Bassisten Mats Eilertsen und dem Schlagzeuger Per Oddvar Johansen und nahm für das Label Jazzland das Album Postures (2003) auf. 2018 erschien das Trioalbum This Is Not a Waltz.
Wiik erhielt in Norwegen zahlreiche Auszeichnungen, zuletzt 2006 den Vitalprisen auf dem Kongsberg Jazzfestival.

## Diskographische Hinweise
- Håvard Wiik Trio: The Arcades Project (Jazzland Recordings/Universal Music Norway 2007, mit Ole Morten Vågan, Håkon Mjåset Johansen)
- Side A: A New Margin (Clean Feed, 2012), Ken Vandermark, Håvard Wiik, Chad Taylor
- Axel Dörner, Håvard Wiik, Christian Lillinger, Jan Roder: Die Anreicherung (Jazzwerkstatt 2013)
- François Houle & Håvard Wiik: Aves (Songlines 2013)